# Караоба (Актогайський район)
Караоба́ (каз. Қараоба) — село у складі Актогайського району Павлодарської області Казахстану. Адміністративний центр Караобинського сільського округу.
Населення — 746 осіб (2021; 730 у 2009, 1043 у 1999, 1440 у 1989).
Національний склад станом на 1989 рік:
- казахи — 72 %.